# الحد الأدنى من تركيز السنخية
الحد الأدنى من تركيز السنخية (بالإنجليزية: Minimum alveolar concentration)‏ هو تركيز البخار في الحويصلات الهوائية في الرئتين اللازم لمنع الحركة (الاستجابة الحركية) في 50٪ من الأشخاص استجابةً للمحفزات الجراحية (الألم). يتم استخدامه لمقارنة نقاط القوة أو الفاعلية لأبخرة التخدير. تم تقديم المفهوم لأول مرة في عام 1965.

## قيم الحد الأدنى من تركيز السنخية للغازات الشائعة
من المعروف أن القيم تتناقص مع تقدم العمر ويتم إعطاء ما يلي بناءً على 40 عامًا : 
- أكسيد النيتروز - 104
- زينون - 72
- ديسفلوران - 6.6
- ثنائي إيثيل الإيثر - 3.2
- سيفوفلوران - 1.8
- إنفلوران - 1.63
- آيزوفلوران - 1.17
- هالوثان - 0.75
- كلوروفورم - 0.5
- ميثوكسي فلوران - 0.16